# María del Carmen Peña
María del Carmen Peña (Culiacán, 1960. szeptember 28. –) mexikói írónő.

## Élete
María del Carmen Peña 1960. szeptember 28-án született Culiacánban. 1991-ben együtt Cuauhtémoc Blancóval megírták a Cadenas de amargura történetét. 1996-ban a Cañaveral de pasiones történetét adaptálták. 2009-ben megírták a Mi pecado című telenovella történetét.

## Munkái

### Eredeti történetek
- El color de la pasión (2014) (Cuauhtémoc Blancóval)
- Mi pecado (2009) (Cuauhtémoc Blanco és Víctor Manuel Medinával)
- Ángela (1998) (Cuauhtémoc Blancóval)
- Capricho (1993) (Cuauhtémoc Blancóval)
- Cadenas de amargura (1991) (Cuauhtémoc Blancóval)

### Adaptációk
- Az ősforrás (El manantial) (2001)  Eredeti történet: Cuauhtémoc Blanco és Víctor Manuel Medina
- Julieta (Laberintos de pasión) (1999) (con Cuauhtémoc Blanco) Eredeti történet: Caridad Bravo Adams (Estafa de amor verziója)
- Cañaveral de pasiones (1996) (Cuauhtémoc Blanco és José Antonio Olverával) Eredeti történet: Caridad Bravo Adams
- La dueña (első rész) (1995) (Carlos Daniel González és Alejandro Orivével) Eredeti történet: Inés Rodena (Doménica Montero verziója)

### Új verziók
- Bűnös vágyak (Abismo de pasión) (2012) Írta: Juan Carlos Alcalá, Rosa Salazar Arenas és Fermín Zúñiga ( Cañaveral de pasiones verziója)
- A csábítás földjén, Riválisok (Soy tu dueña) (2010) Írta: Kary Fajer, Alejandro Orive és Gerardo Luna (La dueña verziója)
- A szerelem nevében (En nombre del amor) (2008) Írta: Martha Carrillo és Cristina García (Cadenas de amargura verziója)

### Irodalmi szerkesztés
- La dueña (második rész) (1995) Eredeti történet: Inés Rodena